# Neopithecops iolanthe
Neopithecops iolanthe är en fjärilsart som beskrevs av John Nevill Eliot och Kawazoé 1983. Neopithecops iolanthe ingår i släktet Neopithecops och familjen juvelvingar. Inga underarter finns listade i Catalogue of Life.